# اغربينة (بولية)

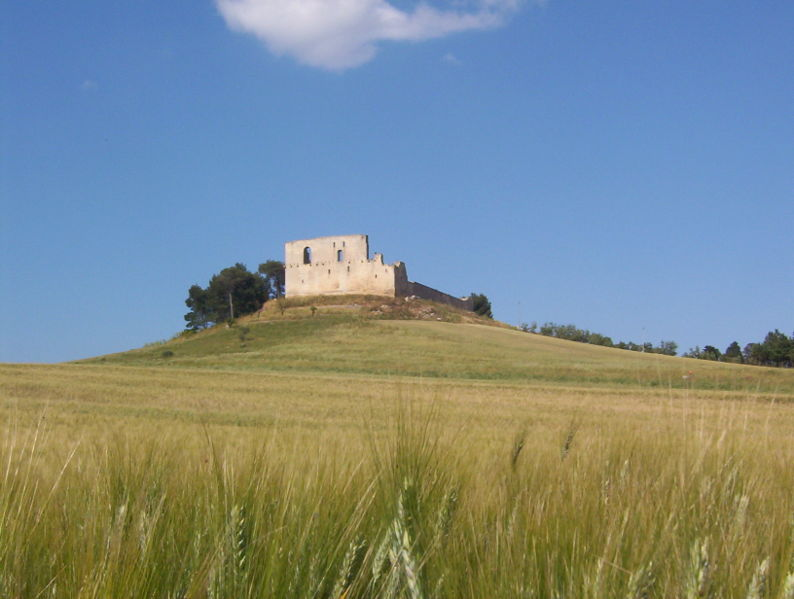
أطلال قلعة فريدريك الثاني

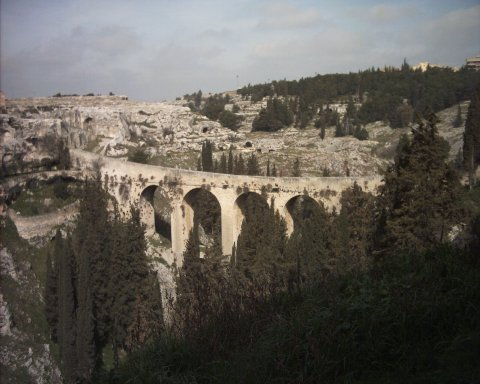
جسر روماني

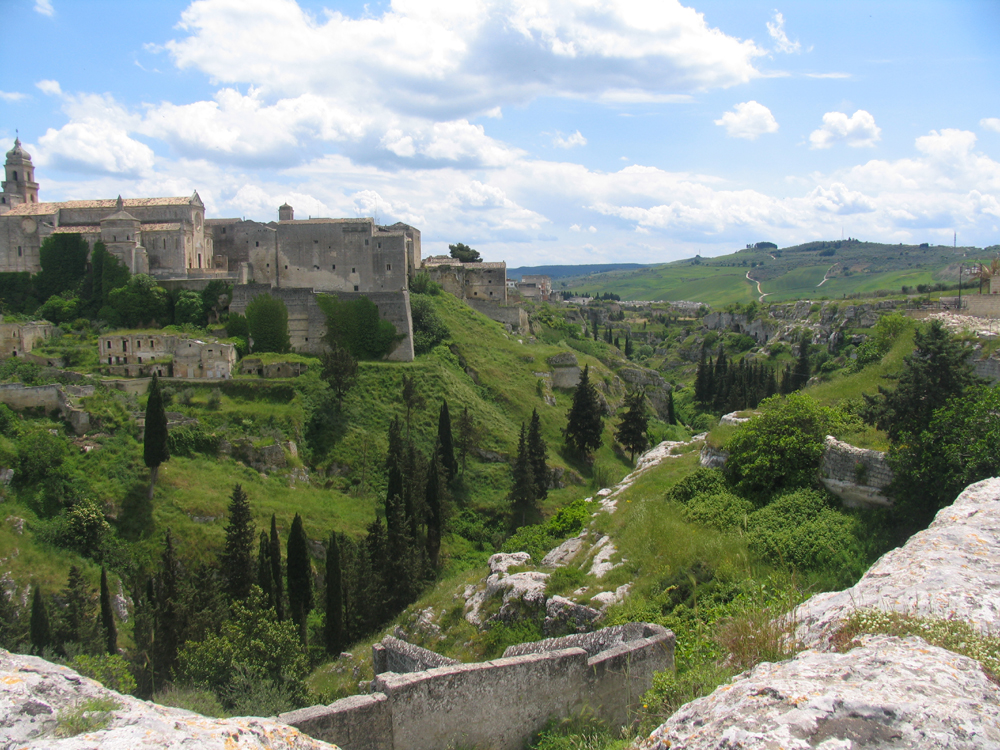
Gravina Panorama

اغربينة أو غرافينا في بوليا (بالإيطالية: Gravina in Puglia)‏ مدينة إيطالية في جنوب مقاطعة باري، على امتداد نهر يحمل نفس الاسم في منطقة مورجيا غرب إقليم بولية، عدد سكانها 43.671 نسمة.
و هي مقر لحديقة مُرجِيَة العليا الوطنية.
جاء اسمها من شعار على راية المدينة أعطاه إيها الإمبراطور فريدريك الثاني، Grana dat at vina (باللاتينية : "انها تعطي الحبوب والنبيذ ").
تشتهر اغربينة بواحد من أقدم المعارض في أوروبا : معرض القديس جورج يعقد في نيسان / أبريل من كل سنة منذ 1294.

## السكان
في سنة 1861 بلغ عدد السكان 13٬902 نسمة، وتطور العدد ليصل في سنة 2011 لـ 43٬614 نسمة.
يظهر هذا المخطط البياني تطور النمو السكاني لـ اغربينة في بولية

## التاريخ
أسس اغرابينة اليونانيون خلال فترة استعمار جنوب شبه الجزيرة الإيطالية. فتحها الرومان بعد الحرب سامنيتية الثالثة (305 قبل الميلاد). طريق أبيا، والذي يربط روما إلى برينديزي، مر باغرابينة. بعد ذلك حكمها البيزنطيين، اللومبارديين والمسلمين.
و تبعت المدينة لمملكة صقلية وفي وقت لاحق لمملكة نابولي. ارسل كونتها السابق الشهير جيلبرت من قبل بنت عمه الملكة مارغريت ملكة صقلية إلى شبه الجزيرة لقتال الامبراطورية الرومانية المقدس. بعد ذلك صارت اقطاعية وراثية جوفاني دوق دوراتسو.
من عام 1386 إلى عام 1816 أصيحت اقطاعية لأسرة اورسيني : البابا بينيتكدس الثالث عشر (بيترو فرانسيسكو اورسيني) ولد هنا عام 1649. قهر الإقطاعية أدى إلى اضطرابات عديدة، وخاصة من عام 1789 وحتى توحيد إيطاليا.
دمرت اغرابينة جزئيا جراء قصف الحلفاء خلال الحرب العالمية الثانية.
1. ↑  "Superficie di Comuni Province e Regioni italiane al 9 ottobre 2011" (بالإيطالية). Istituto nazionale di statistica. Retrieved 2019-03-16.
2. ↑   https://it-ch.topographic-map.com/map-ltvhzs/Gravina-in-Puglia/?zoom=19&center=40.81941%2C16.41649&popup=40.81959%2C16.41648. {{استشهاد ويب}}: |url= بحاجة لعنوان (مساعدة) والوسيط |title= غير موجود أو فارغ (من ويكي بيانات) (مساعدة)
3. ↑   https://demo.istat.it/?l=it. {{استشهاد ويب}}: |url= بحاجة لعنوان (مساعدة) والوسيط |title= غير موجود أو فارغ (من ويكي بيانات) (مساعدة)
4. ↑  GeoNames (بالإنجليزية), 2005, QID:Q830106
5. ↑  ثم نرجع فنقول إن من مدينة طارنت إلى متيرة مائة ميل وثمانون ميلا شمالا مع تغريب وهي مدينة حسنة كبيرة القطر كثيرة العمارة ومنها إلى باري شرقا مائة وثمانون ميلا ومن مدينة متيرة إلى مدينة اغربينة ستون ميلا بين شمال وتغريب وهي مدينة متحضرة صغيرة القطر خصيبة حسنة ومن اغربينة إلى قنوصة مائة وثمانون ميلا. الإدريسي، نزهة المشتاق في اختراق الآفاق
6. ↑  بيانات من موقع ISTAT - Istituto nazionale di statistica (ISTAT);  اطلع عليه بتاريخ 28-12-2012. "نسخة مؤرشفة". مؤرشف من الأصل في 2019-08-03. اطلع عليه بتاريخ 2020-02-05.{{استشهاد ويب}}:  صيانة الاستشهاد: BOT: original URL status unknown (link)